# Chatot Indijanci
Chatot, pleme američkih Indijanaca porodice Muskhogean nastanjeno u 17. stoljeću zapadno od rijeke Apalachicola duž sredinjih tokova Chipole na Floridi. Prvi puta spominju se u jednom španjolskom dokumentu iz 1639. godine. Chatoti su imali najmanje dva sela Chacato i Tolentino. Kasnije se nalaze (1674) na dvije misije koje sljedeće godine napuštaju, a Bienville ih 1709. nalazi uz još neka manja plemena kod današnjeg Mobilea u Alabami. Nakon što 1763. Mobile prelazi u ruke Engleza, Chatoti i manja plemena odlaze u Louisianu. Isprva se naseljavaju na Bayou Boeuf a kasnije na rijeku Sabine. Kasnije se o njima više ne čuje, a prema Swantonovom mišljenju njihov put je vjerojatno završio u jugoistočnoj Oklahomi.

## Vanjske poveznice
- Chatot Indian Tribe History
- The Spanish Horse in the East  Arhivirana inačica izvorne stranice od 29. srpnja 2007. (Wayback Machine)